# Theristus rhynchonemoides
Theristus rhynchonemoides är en rundmaskart som beskrevs av Stephen Donald Hopper 1961. Theristus rhynchonemoides ingår i släktet Theristus och familjen Monhysteridae. Inga underarter finns listade i Catalogue of Life.